# Sibirocosa subsolana
Sibirocosa subsolana – gatunek pająka z rodziny osnuwikowatych, zamieszkujący Syberię.

## Taksonomia
Gatunek opisany po raz pierwszy w 1907 przez polskiego arachnologa Władysława Kulczyńskiego na podstawie okazu samicy jako Lycosa subsolana. W 1955 Roewer przeniósł gatunek do rodzaju Paradosa, a w 1979 Zjuzin umieścił go w rodzaju Acantholycosa. W pracy opublikowanej w 2003 Juri M. Marusik, Galina N. Azarkina i Seppo Koponen umieścili gatunek w nowo utworzonym rodzaju Sibirocosa. W pracy tej również po raz pierwszy opisany został samiec gatunku na podstawie okazów odłowionych w 1988 i 1990 roku.

## Opis
Długość ciała do 6,35 (7) mm. Karapaks długości do 3,5 i szerokości do 2,85 mm, barwy brązowej do niemal czarnej. Wzór na karapaksie u samców niemalże nieobecny, występuje u samic. U obu płci na odwłoku rudo-brunatny wzór w kształcie serca i okołośrodkowy rząd białawych kropek. Samca można odróżnić od podobnego Sibirocosa kolymensis po wyposażonym w dwa pazurki cymbium. Samice różnią się nieco szerszymi fovea u S. subsolana.

## Habitat
Zasiedla skaliste pustynie i piarżyska.

## Rozprzestrzenienie
Gatunek północno-wschodniej, arktycznej i subarktycznej Rosji. Występuje na Czukotce od ujścia Kołymy po jej wschodni kraniec oraz na Wyspie Wrangla. Możliwe jest jego występowanie na półwyspie Seward na Alsce.